# Вергельд
Ве́ргельд (нім. Wergeld, давн.в-нім. weragelt, wergelt — «ціна людини») — грошовий штраф, який сплачувався убивцею родичам убитого за їх відмову від кровної помсти. Такий штраф згідно з германськими правдами (напр., Салічною правдою) встановлювався виключно в твердо фіксованій сумі, розмір (тариф) якої залежав від знатності роду і соціального статусу убитого, а також від його певних соціально-демографічних ознак (статі, віку тощо).
У «Салічній правді» вергельд за убивство раба становив 35 солідів (XXXV, ст. 6), римлянина — 62,5 (або 100 солідів, якщо римлянин — землевласник) (XI, ст. 6, 7), вільного франка — 200 солідів (XI, ст. 1), королівського слуги або графа — 600 (IV, ст. 1). У пізніших додатках до «Салічної правди» у 600 солідів було оцінене життя священика, у 900 — єпископа.
Каліцтво, втрата працездатності оцінювалося варварськими правдами, як правило, в половину вергельда.
Початково штраф йшов на користь сім'ї потерпілого. Так, у разі убивства голови сім'ї, половина вергельда відходила синам, а половина — найближчим родичам з боку його батька і матері (XII, ст. 1). З переходом судових функцій до держави на користь останньої стягується третина суми штрафу.